# Schlacht von Brissarthe

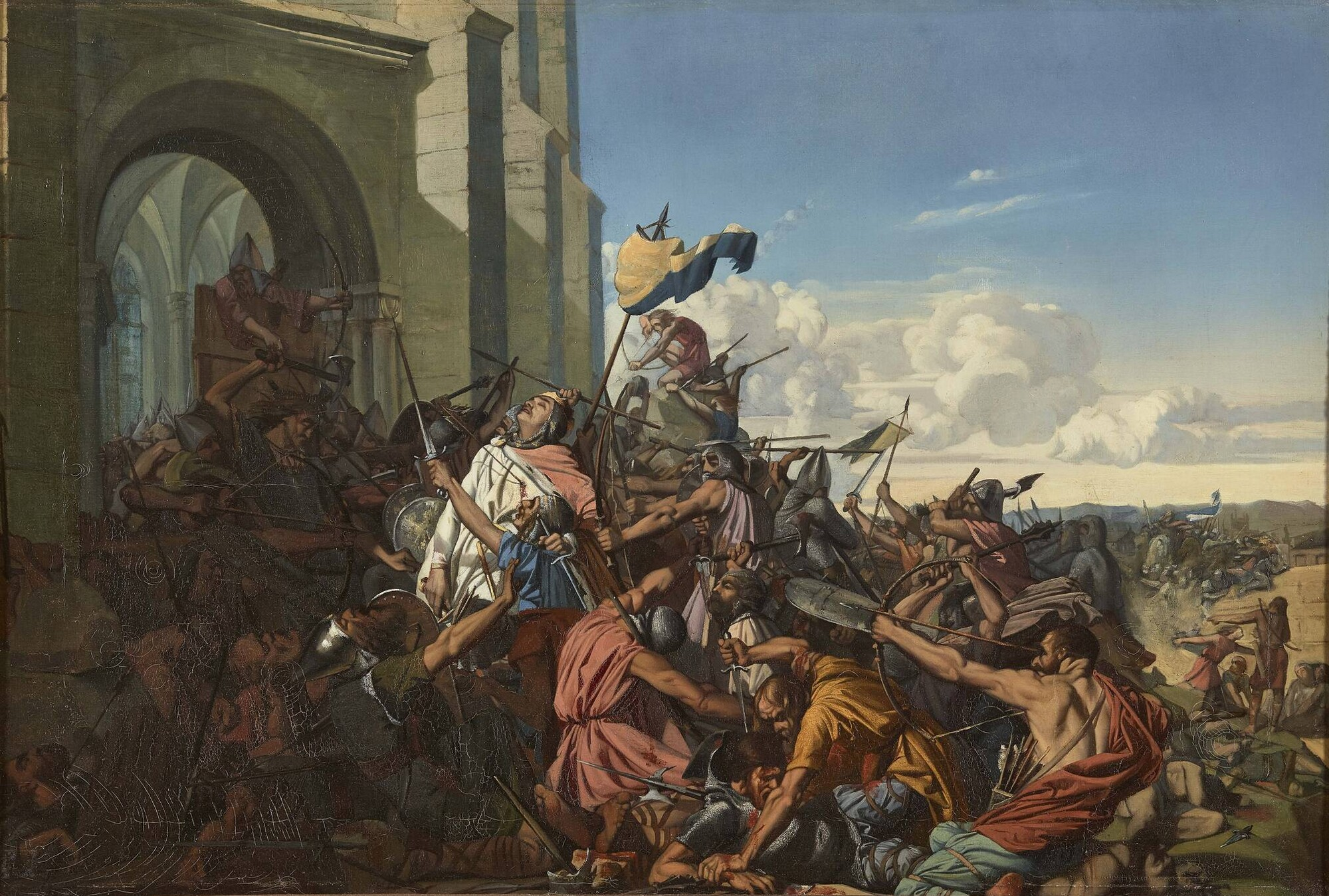
Tod Roberts des Tapferen im Kampf bei Brissarthe; Historienbild von Henri Lehmann (1837)

Die Schlacht von Brissarthe fand im Jahr 866 zwischen den Franken und den Wikingern statt; in ihr fiel Robert der Tapfere, der Graf von Tours und Angers, dem König Karl der Kahle die Leitung des Abwehrkampfs gegen die Normannen übertragen hatte. Hinsichtlich des genauen Tages sind sich die Quellen uneins. Es werden der 2. Juli, der 25. Juli und der 15. September genannt.

## Vorgeschichte
866 verbündete sich der bretonische Fürst Salomon (regierte 857–874) mit dem Dänen Hasting (Hasteinn) und seinen Loire-Normannen zu einem Feldzug gegen Anjou, Maine und Touraine. Die Stadt Le Mans wurde geplündert.
Robert der Tapfere, unter dessen Kommando die betroffenen Regionen standen, hatte soeben die fränkischen Kräfte gesammelt, darunter die Grafen Ranulf I. von Poitou sowie Gauzfried und Hervé von Maine, als die Bretonen und Skandinavier mit ihrer Beute den Rückzug antraten.

## Verlauf
Der fränkischen Streitmacht gelang es, die Gegner bei Brissarthe abzufangen, bevor sie ihre Boote an der Loire erreichten. Als die Bretonen und Skandinavier in eine Kirche flohen, nahmen die Franken die Belagerung auf. Am Abend entschieden sich die Wikinger, einen Ausfall zu wagen; im Verlauf des Kampfes wurde Robert der Tapfere getötet, Ranulf durch einen Pfeil tödlich verwundet, Hervé verletzt. Nach dem Verlust ihrer Anführer zogen sich die Franken zurück.

## Folgen
Im Jahr 867 nahm Karl der Kahle Verhandlungen mit Salomon auf, anerkannte ihn als König der Bretonen und trat ihm die Grafschaft Cotentin ab, was die gleichzeitige Abtretung des Avranchin zwischen dieser Grafschaft und der Bretagne impliziert.
Hasting verwüstete noch einige Jahre lang das Tal der Loire: Bourges 867, Orléans 868, Angers 872 – und Karl der Kahle musste sich um Unterstützung bei den Bretonen und Salomon bemühen.
Auch für die aufstrebende Familie der Robertiner, der Nachkommen Roberts des Tapferen, war die Schlacht folgenreich. Roberts unmündige Söhne, die späteren westfränkischen Könige Odo und Robert I., wurden der Vormundschaft des Welfen Hugo Abbas unterstellt, der ein Stiefsohn Roberts des Tapferen war, nachdem dieser 864 Hugos Mutter Adelheid von Tours geheiratet hatte, die Witwe des Grafen Konrad von Paris und Auxerre. Hugo erwarb sich ihre Verehrung, die später der Familie der Welfen zugutekam – und den Kapetingern den Vornamen Hugo einbrachte, den Robert I. seinem Sohn Hugo dem Großen und dieser seinem Sohn Hugo Capet gab.